# Góra Chełmowa

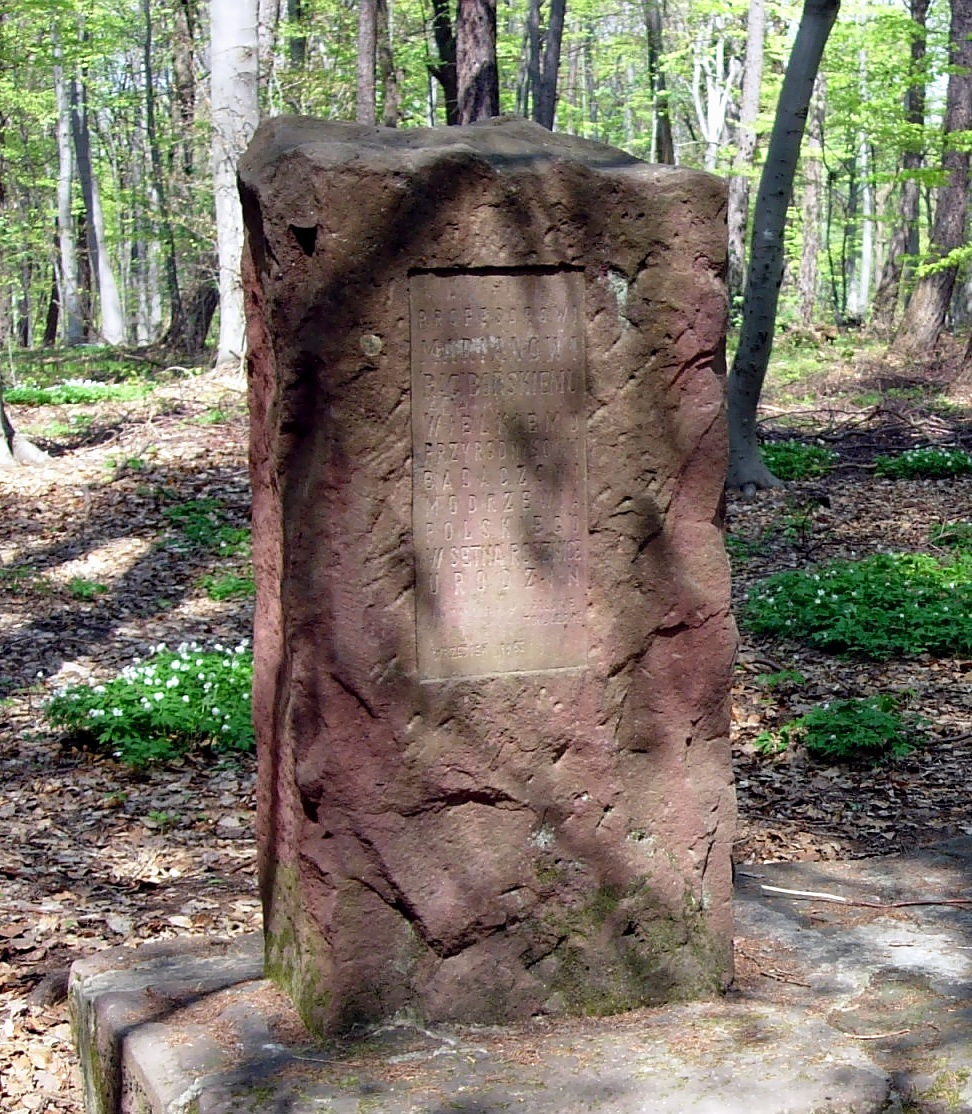
Pomnik na szczycie Góry Chełmowej

Góra Chełmowa – szczyt (351 m n.p.m.) w Górach Świętokrzyskich, położony na północ od Nowej Słupi, w łuku rzek Pokrzywianki i Słupianki będący najwyższym wzniesieniem Pasma Pokrzywiańskiego. Góra zbudowana jest w głównej masie z jasnego piaskowca dolnodewońskiego pokrytego pokładami lessu.
W 1920 r. na stokach Góry Chełmowej założono rezerwat przyrody, który stał się zaczątkiem Świętokrzyskiego Parku Narodowego. Pierwsze starania o utworzenie rezerwatu, zostały podjęte przez Polskie Towarzystwo Krajoznawcze już w 1908 r. Obecnie rezerwat wchodzi w skład Parku jako oddzielna enklawa.

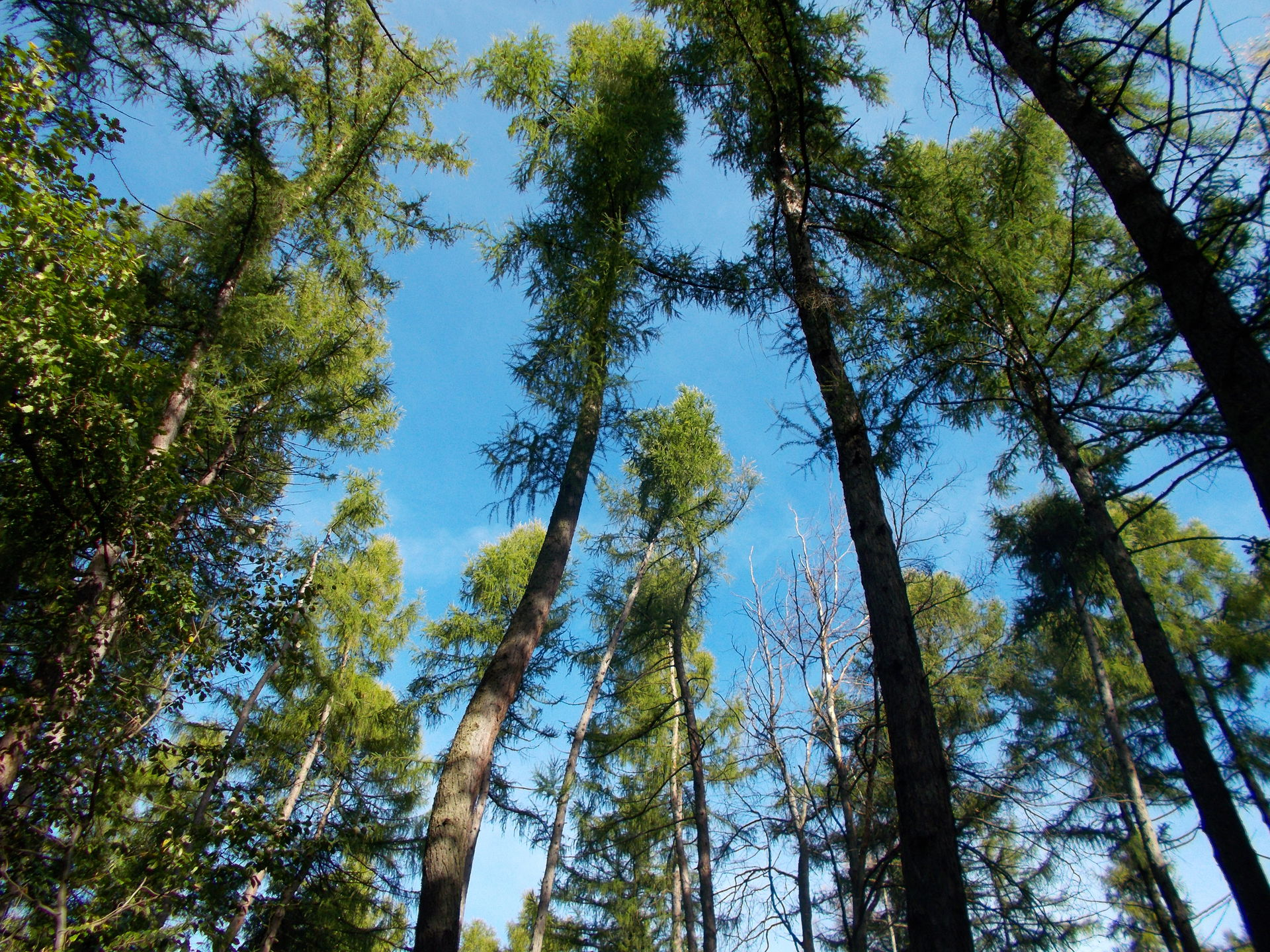
Chełmowa Góra - Modrzew Polski

Na terenie rezerwatu znajdują się naturalne stanowiska modrzewia polskiego (Larix polonica Racib). Niektóre rosnące tu modrzewie to ponad 300-letnie okazy. Wiek najstarszych dwóch okazów wynosi 336 lat, obwód nieco ponad 500 cm (dane dla 1992 roku). Z kolei wysokość najwyższych dochodzi 40 m. Ich osiągające 8(??) metrów średnicy konary jeszcze na początku XX w. utrzymywały okoliczną ludność w przekonaniu, że drzewa mają około 1000 lat. W trakcie działań wojennych 1944–1945 duża część drzewostanu uległa uszkodzeniu, na jego miejsce zasadzono młodniki. Do dziś korony drzew stanowią schronienie dla 88 gatunków ptaków (w całym województwie występuje ich ok. 150).
Badania prowadził tu botanik, badacz modrzewia, profesor Marian Raciborski. To właśnie tutaj Raciborski wyodrębnił gatunek modrzewia polskiego. Poświęcony profesorowi pomnik postawiono na szczycie góry, w setną rocznicę jego urodzin.
Na Górze Chełmowej występuje bardzo duże zagęszczenie kolonii mrówek. Na stosunkowo niewielkim obszarze znajduje się około pięciuset wielkich mrowisk. Najczęściej występujące gatunki to mrówka ćmawa i rudnica.
Przez górę przechodzi czarny szlak turystyczny z Nowej Słupi na Szczytniak.